# Cyklon Idai
Cyklon Idai – cyklon tropikalny, który w marcu 2019 roku nawiedził południowo-wschodnią Afrykę. Był jednym z najtragiczniejszych w skutkach (spośród odnotowanych) tego typu zjawisk atmosferycznych w Afryce i całej półkuli południowej. Długotrwała nawałnica spowodowała katastrofalne zniszczenia w Mozambiku, Zimbabwe i Malawi, czego efektem było ponad 1000 ofiar śmiertelnych i tysiące osób zaginionych. Idai był drugim najbardziej śmiertelnym cyklonem tropikalnym, który odnotowano w południowo-zachodnim basenie Oceanu Indyjskiego; 1. w tym zestawieniu pozostał cyklon na Mauritiusie z 1892 roku. Na południowej półkuli żywioł zajmował (stan na marzec 2019 r.) 3. miejsce w klasyfikacji najbardziej śmiertelnych cyklonów tropikalnych, które zostały odnotowane, za wspomnianym maurytyjskim cyklonem (1892) i cyklonem Flores, który nawiedził indonezyjską wyspę Flores w 1973 roku.
Idai był dziesiątym sztormem, któremu nadano nazwę, i siódmym intensywnym cyklonem tropikalnym w sezonie cyklonowym 2018/2019 w południowo-zachodniej części Oceanu Indyjskiego. Idai powstał z depresji tropikalnej, która 4 marca pojawiła się u wschodniego wybrzeża Mozambiku. Tego samego dnia sztorm, Tropical Depression 11, dotarł do brzegu Mozambiku i wędrując nad lądem, pozostał cyklonem tropikalnym. 9 marca niż pojawił się ponownie nad kanałem Mozambickim; następnego dnia umocnił się i przeobraził w Moderate Tropical Storm Idai. Wówczas Idai rozpoczął okres szybkiej intensyfikacji, osiągając wstępną intensywność szczytową; 11 marca stał się intensywnym cyklonem tropikalnym z wiatrami ciągłymi o prędkości 175 km/h. W związku ze strukturalnymi zmianami, które zachodziły w wewnętrznym rdzeniu cyklonu, Idai zaczął słabnąć do cyklonu tropikalnego. Intensywność Idai pozostała w stagnacji przez około jedną dobę, zanim ponownie zaczął się nasilać. 14 marca Idai osiągnął swą szczytową intensywność z maksymalnymi wiatrami ciągłymi o prędkości 195 km/h i minimalnym centralnym ciśnieniem na poziomie 940 hPa. Kiedy Idai dotarł do wybrzeża Mozambiku, zaczął słabnąć, co było związane z mniej sprzyjającymi warunkami. 15 marca, będąc intensywnym tropikalnym cyklonem, Idai uderzył w wybrzeże w pobliżu miasta Beiry, w Mozambiku, a 16 marca osłabł, tworząc resztki niżu. Pozostałości Idai przez kolejny dzień powolnie przemieszczały się w głąb lądu, zanim 17 marca zmieniły kurs i skręciły na wschód. 19 marca resztki cyklonu pojawiły się ponownie nad kanałem Mozambickim, a 21 marca rozproszyły się.
Idai przyniósł silne wiatry i spowodował wielkie powodzie na Madagaskarze, w Mozambiku, Malawi oraz Zimbabwe, które spowodowały śmierć 1007 osób: 602 w Mozambiku, 344 w Zimbabwe, 60 w Malawi oraz 1 na Madagaskarze; więcej niż 3 miliony innych zostało dotkniętych przez żywioł. Katastrofalne w skutkach szkody powstały w mieście Beira i w jego okolicy, w środkowo-wschodnim Mozambiku. Prezydent Mozambiku oznajmił, że podczas nawałnicy mogło zginąć ponad 1 tys. osób. Wraz z pojawieniem się cyklonu rozwinął się poważny kryzys humanitarny – na obszarze Mozambiku i Zimbabwe setki tysięcy osób potrzebowało nagle pilnej pomocy. W pierwszym z tych państw ratownicy zmuszeni byli pozwolić umrzeć części poszkodowanych, by uratować innych. Szkody w infrastrukturze spowodowane cyklonem Idai na obszarze Mozambiku, Zimbabwe, Madagaskaru oraz Malawi oszacowano na co najmniej 1 miliard USD (2019), co oznacza, że był to najbardziej kosztowny cyklon tropikalny w południowo-zachodniej części Oceanu Indyjskiego.

## Historia meteorologiczna cyklonu

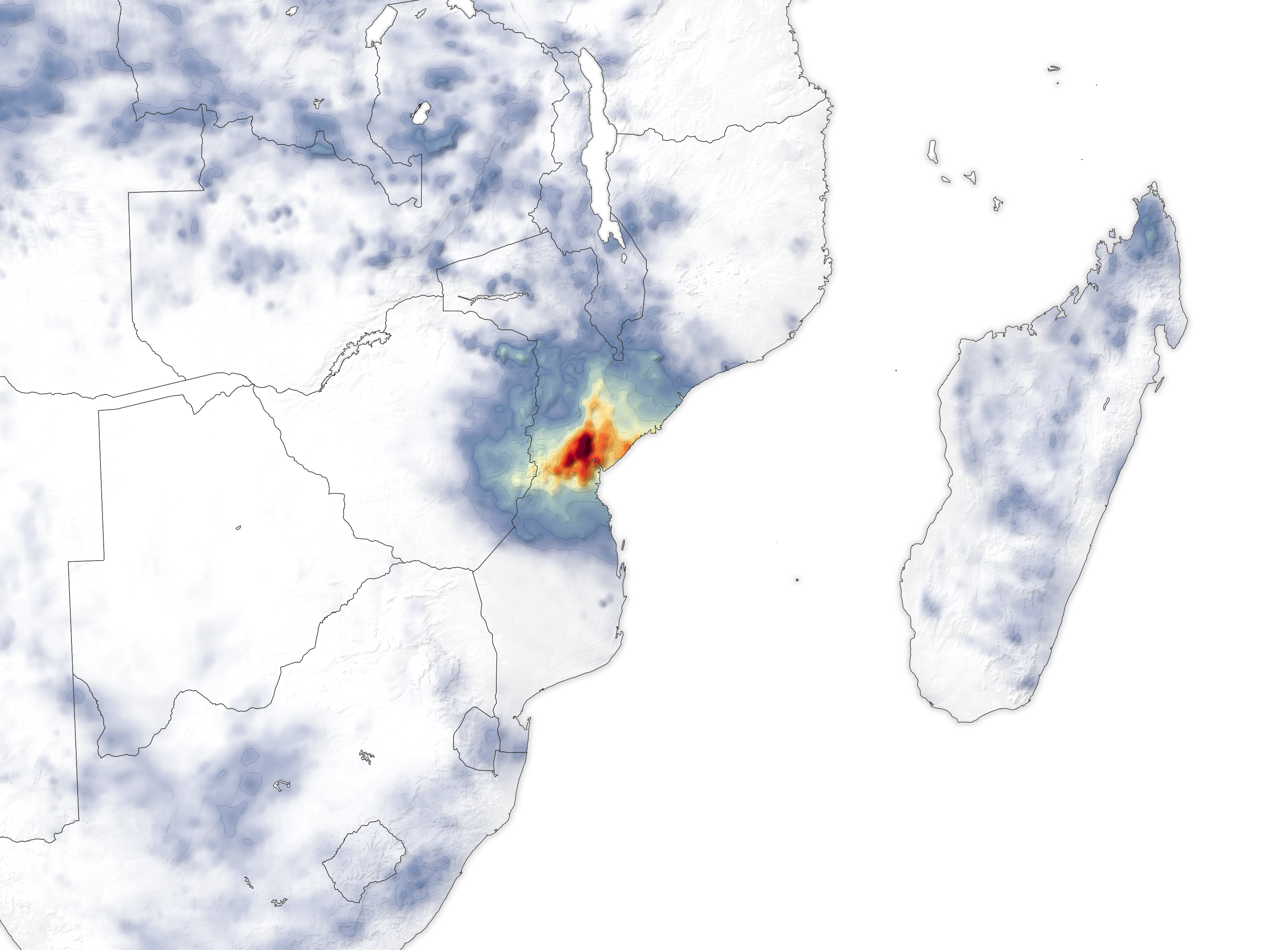
Skumulowane opady deszczu w dniach 13–20.03.2019 na wybrzeżu Afryki (dane z misji GPM)

Cyklon Idai powstał z wydłużonej cyrkulacji, którą od 1 marca monitorowało biuro Météo-France zlokalizowane na francuskiej wyspie Reunion (MFR). Wówczas był nad kanałem Mozambickim i przesuwał się na zachód, południowy zachód, w kierunku wschodniego wybrzeża Afryki. Przez kolejne dwa dni MFR kontynuowało śledzenie formacji, kiedy rozwinęła się głęboka konwekcja. 4 marca biuro MFR stwierdziło, że cyklon Tropical Depression 11 powstał u wschodnich wybrzeży Mozambiku. Niż powolnie przesuwał się na zachód, docierając tego samego dnia do wybrzeży Mozambiku. Przemieszczająca się nad lądem formacja utrzymywała swój status cyklonu tropikalnego. Niedługo po dotarciu do brzegu formacja skręciła na północ. Przez kolejne kilka dni cyklon Tropical Depression 11 odbywał przeciwny do kierunku ruchu wskazówek zegara obieg w okolicy granicy Malawi z Mozambikiem, a następnie skręcił na wschód i ponownie pojawił się nad kanałem Mozambickim. 8 marca o godzinie 22:00 UTC Joint Typhoon Warning Center (JTWC) wydało ostrzeżenie dotyczące formacji tropikalnego cyklonu (Tropical Cyclone Formation Alert, TCFA), w którym zwrócono uwagę na umacniające się centrum cyrkulacji niskiego poziomu, a także, iż formacja miała sprzyjające warunki: niski uskok wiatru oraz temperatura powierzchni oceanu na poziomie 30 °C do 31 °C.

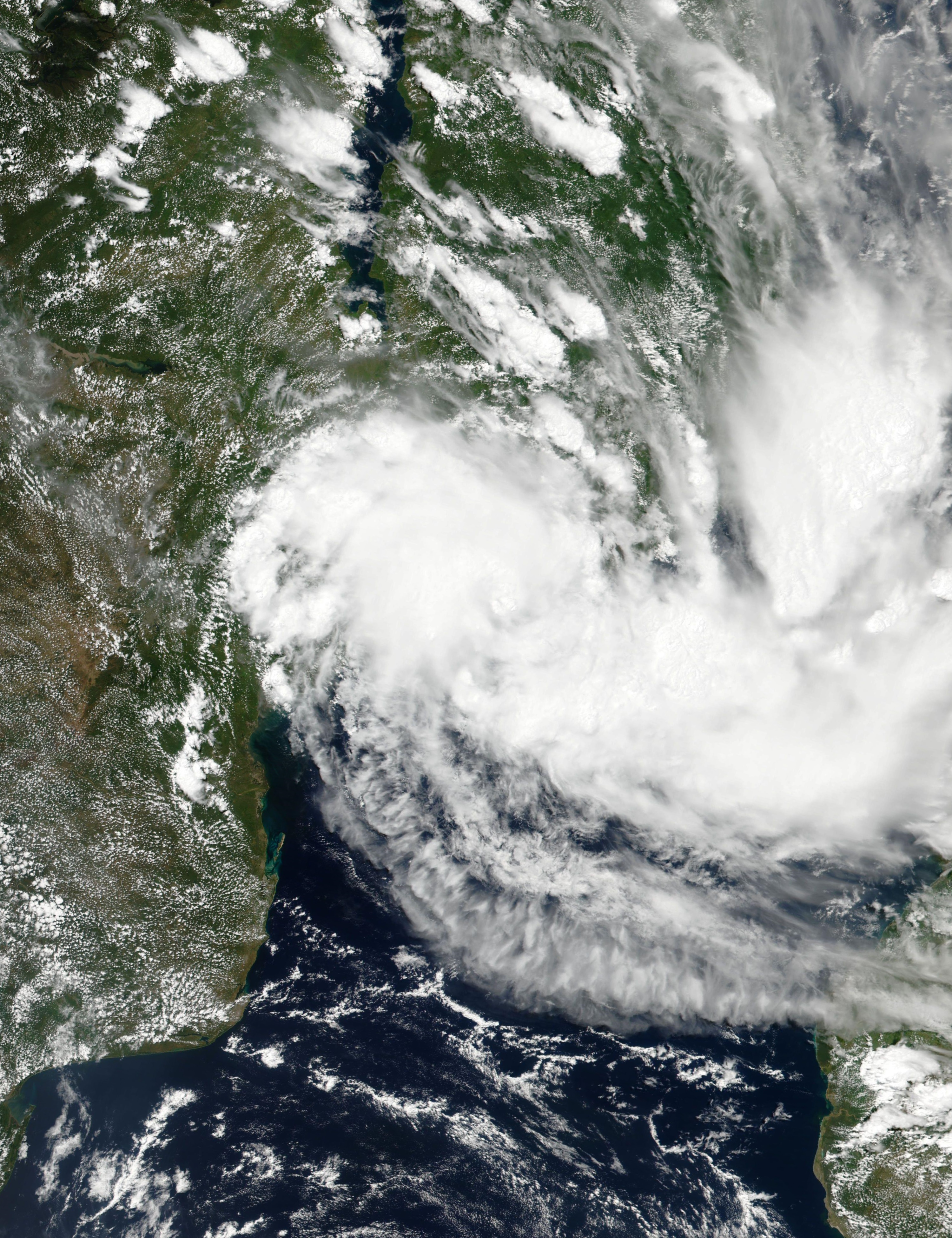
Cyklon Tropical Depression 11 przesuwający się w stronę wybrzeża Mozambiku (4 marca)

9 marca JTWC wydało pierwsze ostrzeżenie związane z formacją, klasyfikując ją jako Tropical Cyclone 18S. 10 marca (00:00 UTC), kiedy doszło do przyspieszonej konwekcji oraz rozwoju zróżnicowanych charakterystyk atmosferycznych obiektów meteorologicznych, MFR określiło formację jako umiarkowaną nawałnicę tropikalną i nazwało ją Idai. Wtedy Idai rozpoczęło okres szybkiej intensyfikacji, a przed 18:00 UTC MFR uaktualniło status niżu do cyklonu tropikalnego. W tym samym czasie JTWC sklasyfikowało go jako huragan kategorii 1. w pięciostopniowej skali Saffira-Simpsona. Dodatkowo wzmożenie podzwrotnikowego pasa na południowym zachodzie oraz słabnięcie tropikalnej strefy konwergencji na północy spowodowało spowolnienie ruchu niżu ku przodowi. 11 marca (ok. 12:00 UTC) Idai osiągnął swoją początkową intensywność szczytową jako intensywny cyklon tropikalny z prędkością 175 km/h 10-minutowych maksymalnych wiatrów ciągłych. W tym czasie MFR poinformowało, że wewnętrzna struktura cyklonu się wzmocniła, a oko cyklonu dostrzegalne było w termowizyjnym zobrazowaniu. W międzyczasie JTWC określiło w przybliżeniu prędkość 1-minutowych wiatrów na poziomie 195 km/h i sklasyfikowało go jako huragan kategorii 3. w skali Saffira Simpsona.
Wkrótce potem, kiedy nastąpił cykl wymiany ściany chmur wokół oka cyklonu i doszło do pomieszania suchego powietrza, Idai zaczął stopniowo słabnąć. Odnotowano również, że pod wzrastającym wpływem subtropikalnego pasa na północy, Idai kierował się w południowo-zachodnią stronę. 12 marca (06:00 UTC) Idai osiągnął najniższy poziom statusu tropikalnego cyklonu z prędkością 10-minutowych wiatrów 130 km/h. W tamtym czasie MFR odnotowało, że Idai miało słabo uformowane oko, ponieważ nadal trwał cykl wymiany ścian oka. W ciągu następnego dnia intensywność Idai zmieniła się nieznacznie, co spowodowane było trwającymi w jego wewnętrznym jądru zmianami strukturalnymi. W tym samym czasie Idai zaczął wędrować na zachód. Przed 18:00 UTC 13 marca Idai rozwinął duże oko i przybrał cechy pierścieniowego cyklonu tropikalnego. Sześć godzin później Idai osiągnął intensywność szczytową z prędkością 10-minutowych maksymalnych wiatrów ciągłych 195 km/h oraz minimalnym centralnym ciśnieniem 940 hPa. W tamtym czasie JTWC poinformowało, że Idai osiągnął szczytową intensywność z prędkością 1-minutowych wiatrów ciągłych 205 km/h. Wkrótce potem Idai, który zbliżał się do wybrzeża Mozambiku, zaczął słabnąć, co spowodowane było niższymi temperaturami powierzchni oceanu oraz pionowym uskokiem wiatru.
15 marca (00:00 UTC) MFR doniosło, że Idai, przy prędkości 10-minutowych wiatrów ciągłych 165 km/h, dotarł do brzegu nieopodal Beiry, w Mozambiku. Niedługo potem JTWC wydało ostatnie ostrzeżenie związane z Idai, w którym stwierdzono, że konwekcja ściany oka cyklonu słabnie, a górna powierzchnia chmur cyklonu się ociepla. Po uderzeniu w ląd Idai szybko osłabł; o godzinie 6:00 UTC tego samego dnia MFR oświadczyło, że Idai przemianował się w niż lądowy, który z wiatrami o sile wichru kontynuował przemieszczanie się w głąb lądu. Sześć godzin później MFR wydało ostatnie ostrzeżenie dotyczące Idai. Wówczas przepowiadano, że cyrkulacja Idai nie ustąpi przez kilka kolejnych dni, a także, iż w tym czasie przyniesie w całym regionie silne opady deszczu. Przez następne kilka dni MFR nadal monitorowało Idai, który pod koniec 16 marca przekształcił się w pozostałości niżu. 17 marca MFR odnotowało, że nad wschodnim Zimbabwe pozostały jedynie cyrkulujące szeroko (w kierunku zgodnym z ruchem wskazówek zegara) masy powietrza, chociaż opady deszczu z pozostałości Idai nadal dotykały cały region. Tego samego dnia pozostałości Idai skręciły ponownie na wschód; 19 marca niż po raz drugi wrócił nad kanał Mozambicki. Po natrafieniu przez pozostałości Idai na niekorzystne warunki niż natychmiast osłabł; pod koniec 21 marca rozproszył się nad kanałem Mozambickim.

## Skutki
| Państwo    | Ofiary | Zaginieni | Ranni | Poszkodowani | Straty (USD 2019) |
| ---------- | ------ | --------- | ----- | ------------ | ----------------- |
| Mozambik   | 602    | „Tysiące” | 1641  | 1 850 000    | 773 000 000       |
| Zimbabwe   | 344    | 257       | >232  | 270 000      | N/A               |
| Malawi     | 60     | 3         | 577   | 922 900      | N/A               |
| Madagaskar | 1      | 2         | 0     | 1100         | N/A               |
| Razem:     | 1007   | >2262     | >2450 | 3 044 000    | ≥1 mld            |

Idai przyniósł wielkie powodzie na obszarach Mozambiku, Zimbabwe i Malawi, które spowodowały śmierć co najmniej 913 osób. Biuro ONZ ds. Koordynacji Pomocy Humanitarnej oszacowało, że w tych trzech państwach skutków cyklonu doświadczyło łącznie 1,6 miliona osób. Straty w infrastrukturze tych państw, które spowodował cyklon Idai, oszacowano na co najmniej 1 miliard USD.

### Mozambik

#### Pierwsze uderzenie

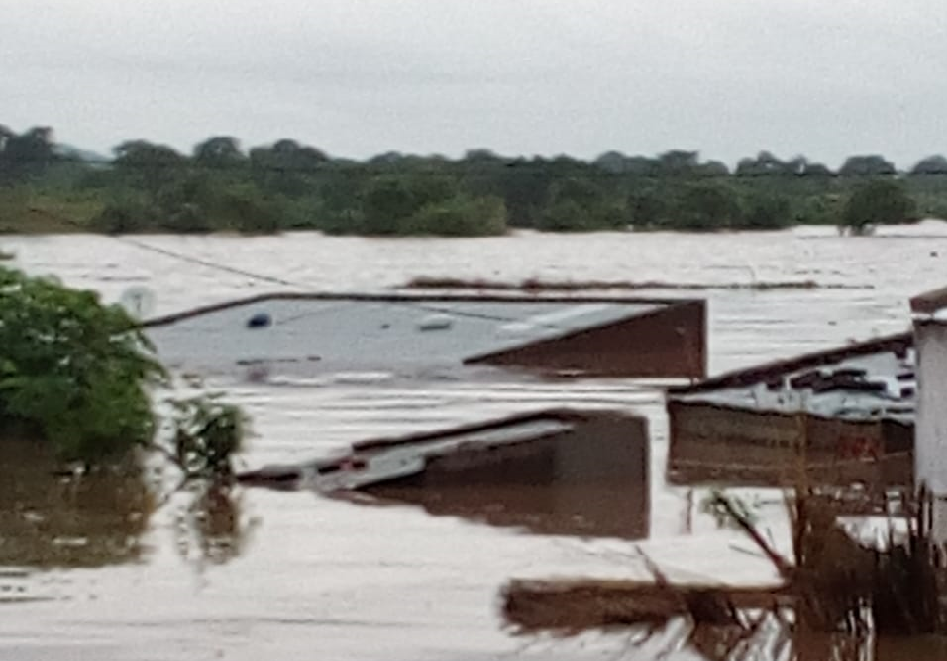
Powódź w mieście Tete, która zalała liczne domostwa po pierwszym uderzeniu Idai

6 marca w Mozambiku nastąpiły powodzie, spowodowane pierwszym niżem, które dotknęły głównie północno-środkowe prowincje: Niassa, Tete i Zambézia; ostatnia ucierpiała najbardziej. Powodzie spowodowane tropikalnym niżem spowodowały śmierć 66 osób, a 111 innych zostało rannych. Doniesiono, że 5756 domów zostało zniszczonych, a konstrukcje kolejnych 15 467 domów zostały naruszone. Dodatkowo 8 szpitali oraz 938 sal lekcyjnych uległo zrujnowaniu. Powodzie zniszczyły 168 000 hektarów upraw.

#### Drugie uderzenie
Cyklon Idai dokonał katastrofalnych zniszczeń na dużym obszarze środkowego i zachodniego Mozambiku. Niszczycielskie wiatry zdewastowały tereny strefy przybrzeżnej, a gwałtowna powódź zniszczyła śródlądowe rejony; Światowa Organizacja Meteorologiczna określiła te spustoszenia w ten sposób: „jedna z najgorszych klęsk wywołanych przez zjawiska meteorologiczne na półkuli południowej”. Wynikiem skumulowanych skutków powodzi i wiatru było co najmniej 446 ofiar śmiertelnych. Przenoszone przez wiatr szczątki spowodowały w mieście Beira obrażenia u wielu ludzi; w niektórych przypadkach dochodziło do sytuacji, że kawałki blach dachowych odcinały ludziom głowy. Ponad 1500 rannym, którzy ucierpieli po nawałnicy, udzielono pomocy medycznej w szpitalach w Beirze. Według Międzynarodowej Organizacji ds. Migracji (stan na 25 marca) szacunki wskazywały, że całkowicie zniszczonych zostało 36 747 domów, uszkodzonych 19 733, a zalanych domów zostało 15 784. Zgodnie z szacunkami, 1,85 miliona osób w Mozambiku zostało dotkniętych skutkami cyklonu. Oprócz zniszczeń w infrastrukturze obejmujących cały kraj, doszło do szkód wyrządzonych w uprawach, których powierzchnia wyniosła około 711 000 hektarów. Rolnicy z tych obszarów zostali bez środków na zakup nasion. Znaczna część pól uprawnych, gdzie zbliżały się plony, sąsiadowała z miejscem uderzenia cyklonu, co spotęgowało zagrożenie niedoborów żywności, i spowodowało, że kraj stanął w obliczu wysokiego ryzyka wystąpienia klęski głodu; Mozambik już wcześniej miał jeden z najgorszych na świecie wskaźników dotyczących niedożywienia wśród dzieci.

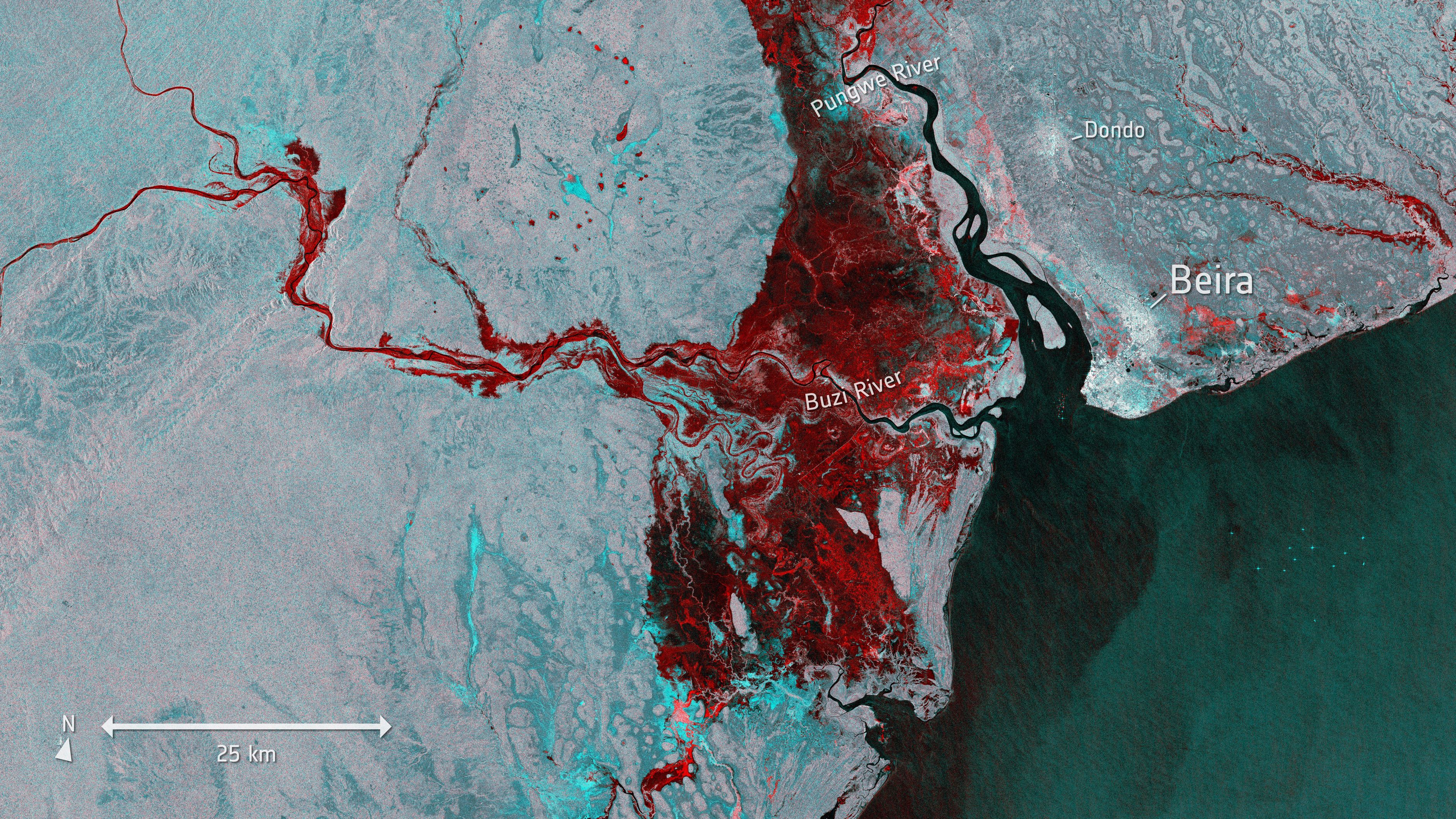
Zdjęcie satelitarne (Sentinel-1, 19 marca), z fałszywym odwzorowaniem kolorów, przedstawiające powodzie (w czerwieni) w regionie, gdzie Idai uderzył po raz drugi

Idai docierając do wybrzeża Mozambiku, obok Beiry, spowodował, że w mieście pojawiła się fala sztormowa o wysokości 4,4 metra. W połączeniu z ulewnymi deszczami i wcześniejszymi opadami, w regionie nastąpiły katastrofalne w skutkach powodzie. Rozległe tereny pod wodą, widoczne nawet z przestrzeni kosmicznej, jeden z urzędników ONZ nazwał „śródlądowym oceanem”. Blisko 500 000 osób w Beirze, większość mieszkańców miejscowości, utraciło zasilanie. Poziom opadów w obrębie miasta przekroczył 200 mm, natomiast największe opady, które nawiedziły okolice Chimoio, sięgnęły ponad 600 mm. Doniesienia z 20 marca informowały o 100 000 osób, które wymagały natychmiastowej pomocy w okolicy Beiry. Według Międzynarodowej Federacji Towarzystw Czerwonego Krzyża i Czerwonego Półksiężyca (IFRC) 90% obszaru miasta i sąsiednich terenów zostało zniszczone. Komunikacja w mieście była sparaliżowana, a wszystkie drogi wylotowe były nieprzejezdne. Szkód doznały wszystkie z 17 miejskich szpitali, a także ośrodki zdrowia. IFRC określiła uszkodzenia w regionie jako „potężne i wstrząsające”, natomiast prezydent Mozambiku Filipe Nyusi stwierdził, że zginąć mogło około 1000 osób. Kilka dni po przejściu nad Beirą nawałnicy odnajdywano jeszcze unoszące się na powierzchni wody ciała.
Podobna do tsunami fala wody zdewastowała miasto Nhamatanda i zabrała ze sobą wielu ludzi, którzy nie przetrwali żywiołu. By przeżyć, ludzie wspinali się na dachy budynków. Kilka dni po uderzeniu cyklonu rzeki Búzi i Pungwe, w środkowym Mozambiku, wystąpiły z brzegów. Wzdłuż brzegów rzeki Búzi doszło do niespotykanego wcześniej wylewu. Prezydent Nyusi oznajmił, że „[znikły] całe wioski” położone wzdłuż Pungwe i Búzi. 20 marca miasteczko Búzi nadal było zalewane, co spowodowało, że 200 000 mieszkańców było szczególnie zagrożonych. 19 marca tereny przylegające do rzeki Búzi na jej 50-kilometrowym odcinku nadal były zalane. Cztery dni po tym, kiedy Idai dotarł do lądu, wielu ludzi pozostawało uwięzionych na dachach budynków. Rzecznik IFRC oznajmił, że poziom wód powodziowych mógł miejscami wynosić 6 metrów. Zatopione zostały rozległe obszary zasiedlone, a pod lustrem wody znalazły się także dachy, palmy oraz słupy telefoniczne.

### Malawi
Po pierwszym uderzeniu Idai przyniósł nad południowo-wschodnią część Malawi ulewne deszcze, które przekraczały średni poziom opadów dla tych obszarów w styczniu, co zwiększyło ryzyko powodzi. Rozległe zalewanie tamtych obszarów rozpoczęło się 9 marca, podmywając i uszkadzając drogi oraz wiadukty, a także niszcząc wiele domów. 13 (lub 14) dystryktów (z 28) doświadczyło bezpośrednio skutków nawałnicy, najbardziej ucierpiały dystrykty Nsanje i Phalombe. Część z ułożonych wałów, mających chronić przed zalaniem, pod naporem wody zawaliło się, co spowodowało, że wiele z miejscowości znalazło się pod wodą. W mieście Blantyre blisko 1400 domów zostało zniszczonych. Kiedy 15 marca Idai po raz drugi dotarł do lądu Mozambiku, burza spowodowała w regionie jeszcze większe zniszczenia. Na rzece Shire uszkodzone zostały dwie elektrownie wodne, które odłączono od sieci, powodując stratę blisko 270 MW z malawijskich zasobów hydroelektrycznej mocy 320 MW.
W całym kraju żywioł bezpośrednio dotknął 922 900 osób, w tym około 460 000 dzieci. 125 382 osób zostało wysiedlonych. W sumie w Malawi zginęło 60 osób, a 577 zostało rannych w wyniku powodzi. Kolejne trzy osoby uznano za zaginione.

### Madagaskar
11 marca zewnętrzne pasma deszczu niżu Idai dotarły nad północny Madagaskar; opady były na poziomie ponad 150 mm. W dystrykcie Besalampy powodzie i lawiny błotne spowodowały śmierć jednej osoby, dwie inne zaginęły, 1100 zostało dotkniętych żywiołem, a 137 domów zostało uszkodzonych.

### Zimbabwe

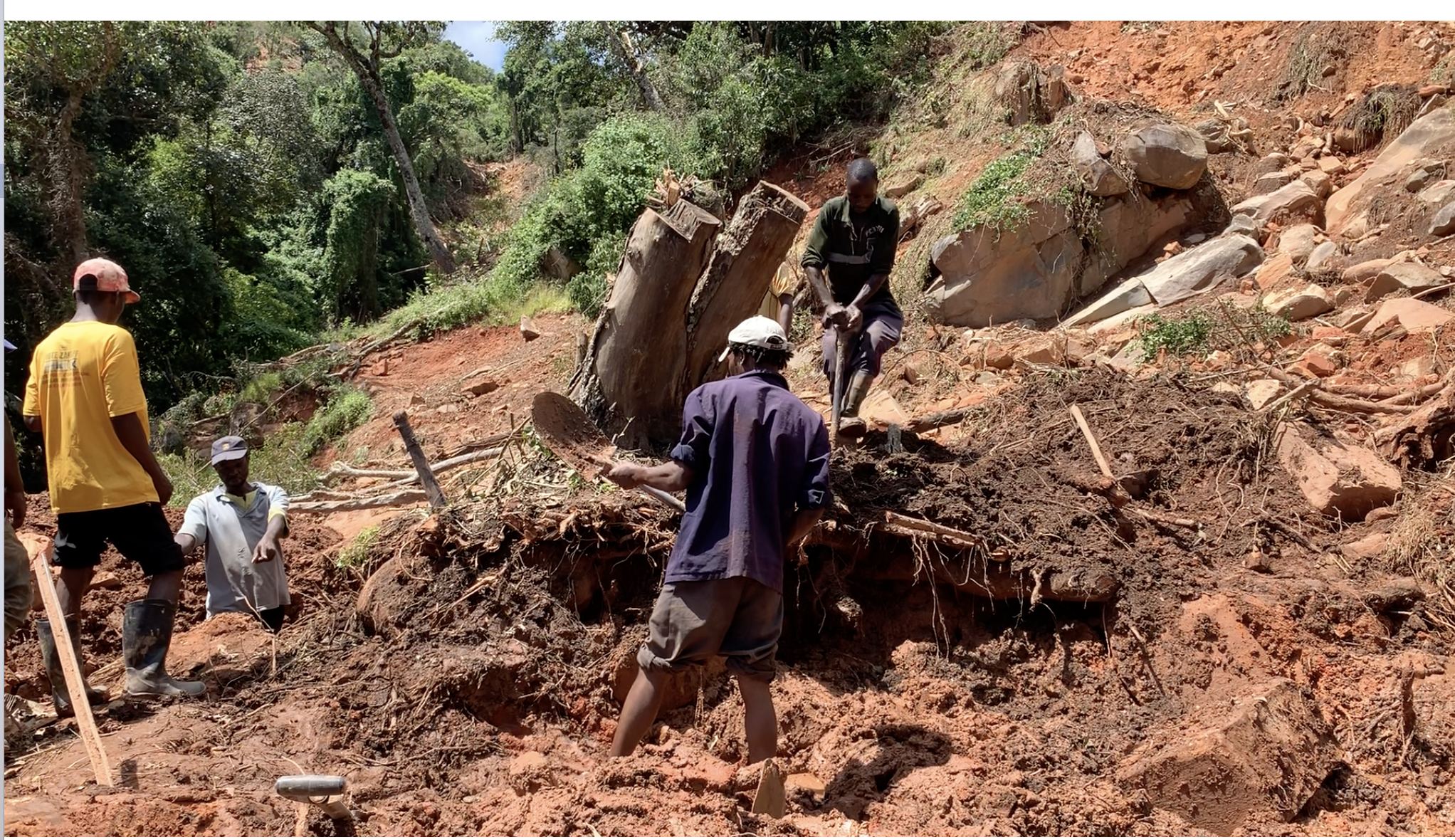
Mieszkańcy szukający jednej z ofiar po tym, jak Idai wywołał osuwiska w dystrykcie Chimanimani (Zimbabwe)

Kiedy cyklon kluczył wzdłuż granicy państwa z Mozambikiem, na większym obszarze wschodniego Zimbabwe spadł ulewny deszcz. Największa ulewa była w dystrykcie Chimanimani; opady sięgały 200–400 mm. Następstwem tego były rozległe i gwałtowne powodzie, które spowodowały śmierć co najmniej 344 osób, a przynajmniej 257 osób uznano za zaginione (stan na 7 kwietnia). Spośród tych ofiar śmiertelnych co najmniej 169 osób zginęło w Chimanimani. Nieznaną liczbę ciał żywioł przemieścił na obszar sąsiedniego Mozambiku; w tym kraju pogrzebano nie mniej niż 82 ciała Zimbabwejczyków. W Chimanimani ranne zostały przynajmniej 232 osoby. Według szacunków 270 000 osób w Zimbabwe zostało dotkniętych przez żywioł.
Z powodu rozległych zatopień, które pojawiły się nagle, najpoważniej ucierpiały dystrykty Chimanimani i Chipinge. Kiedy rzeka Nyahonde wylała, pod wodą znalazły się znaczne obszary zamieszkałe. Wielu mieszkańców wschodniej części Chimanimani zostało odizolowanych po zniszczeniu tamtejszych dróg oraz mostów. W miasteczku Chipinge 600 domów zostało zniszczonych, a 20 000 zostało uszkodzonych. 19 marca woda przelała się przez tamę Marowanyati na rzece Mwerahari na wysokości miasteczka Murambinda.

## Następstwa

### Pomoc lokalna i reakcje
Czasem możemy uratować jedynie dwoje z pięciu, czasem zrzucamy jedzenie i zmierzamy do kogoś innego, kto jest w większym niebezpieczeństwie… Ratujemy to, co możemy uratować, a inni zginą.

W następstwie pierwszej fali powodzi w Mozambiku rząd ogłosił, że potrzebuje 1,1 mld MZN (66,5 mln PLN) w celu udzielenia pomocy ofiarom powodzi. Rozmiar kryzysu humanitarnego przytłoczył ratowników. W wielu przypadkach część ofiar była pozostawiana w fatalnych warunkach, a pomoc była udzielana osobom bardziej jej potrzebującym. Agencja rządowa Instituto Nacional de Gestão de Calamidades (INGC), zwykle będąca w stanie podołać następstwom klęsk żywiołowych w Mozambiku, tym razem nie zdołała sprostać skali tragedii. Agencja rozlokowała łodzie i śmigłowce w celu ratowania mieszkańców. Brak nadejścia wystarczającej pomocy skutkował pozostawieniem samych sobie tysięcy ofiar, które pięć dni po uderzeniu cyklonu uwięzione były na drzewach i na dachach budynków. Miasto Beira pozostawało w znacznej części niedostępne do 20 marca, gdzie infrastruktura była zdewastowana, a wody powodziowe jeszcze się nie cofnęły. 21 marca mozambicki Minister Lądu i Środowiska, Celso Correia, oświadczył, że według szacunków 15 000 osób nadal czekało na ratunek. W sumie 128 941 osób zostało wysiedlonych i rozlokowanych w 143 schroniskach na terenie całego kraju, gdzie często panowały bardzo złe warunki. Trzy czwarte wysiedleńców mieszkało w prowincji Sofala, gdzie cyklon uderzył po raz drugi. 23 marca poinformowano, że dużą część miejscowych centrów kryzysowych w Mozambiku dopiero w ostatnim czasie zaopatrzono w jedzenie, a niektóre obszary pozostawały odcięte.
8 marca prezydent Malawi Peter Mutharika ogłosił stan klęski żywiołowej dla dotkniętych dystryktów, co doprowadziło do mobilizacji Sił Obronnych Malawi. Rząd oszacował, że koszta zmniejszenia skutków związanych z powodziami wyniosą 16,4 mln USD. Pierwotne szacunki mówiły o 120 000 osób potrzebujących pilnej pomocy, głównie w dystryktach: Chikwawa, Nsanje, Zomba, Mulanje, Phalombe oraz Mangochi. 10 marca, dzięki finansowemu wsparciu ze strony Duńskiego Czerwonego Krzyża (Dansk Røde Kors), Malawijskie Towarzystwo Czerwonego Krzyża (Malawi Red Cross Society) dostarczyło wysiedleńcom artykuły pierwszej potrzeby o wartości 18 mln MWK (94,5 tys. PLN). 11 marca malawijski urząd skarbowy (Malawi Revenue Authority) zapewnił zaopatrzenie o wartości 21 mln MWK (110 tys. PLN) – 7,5 tony mąki kukurydzianej, 500 bel cukru i 20 ton soli; przekazał także darowiznę w wysokości 2 mln MWK (11 tys. PLN). Miejscowi urzędnicy utworzyli 187 schronisk, a szkoły i ośrodki medyczne służyły jako prowizoryczne miejsca azylu. Brakowało tam jednak miejsca, przez co wiele ludzi zmuszonych było nocować na otwartej przestrzeni. Do 18 marca duża część dystryktów Chikwawa i Nsanje pozostawała niedostępna drogą lądową; by dostarczyć zaopatrzenie dla tych obszarów wykorzystano łodzie i śmigłowce.

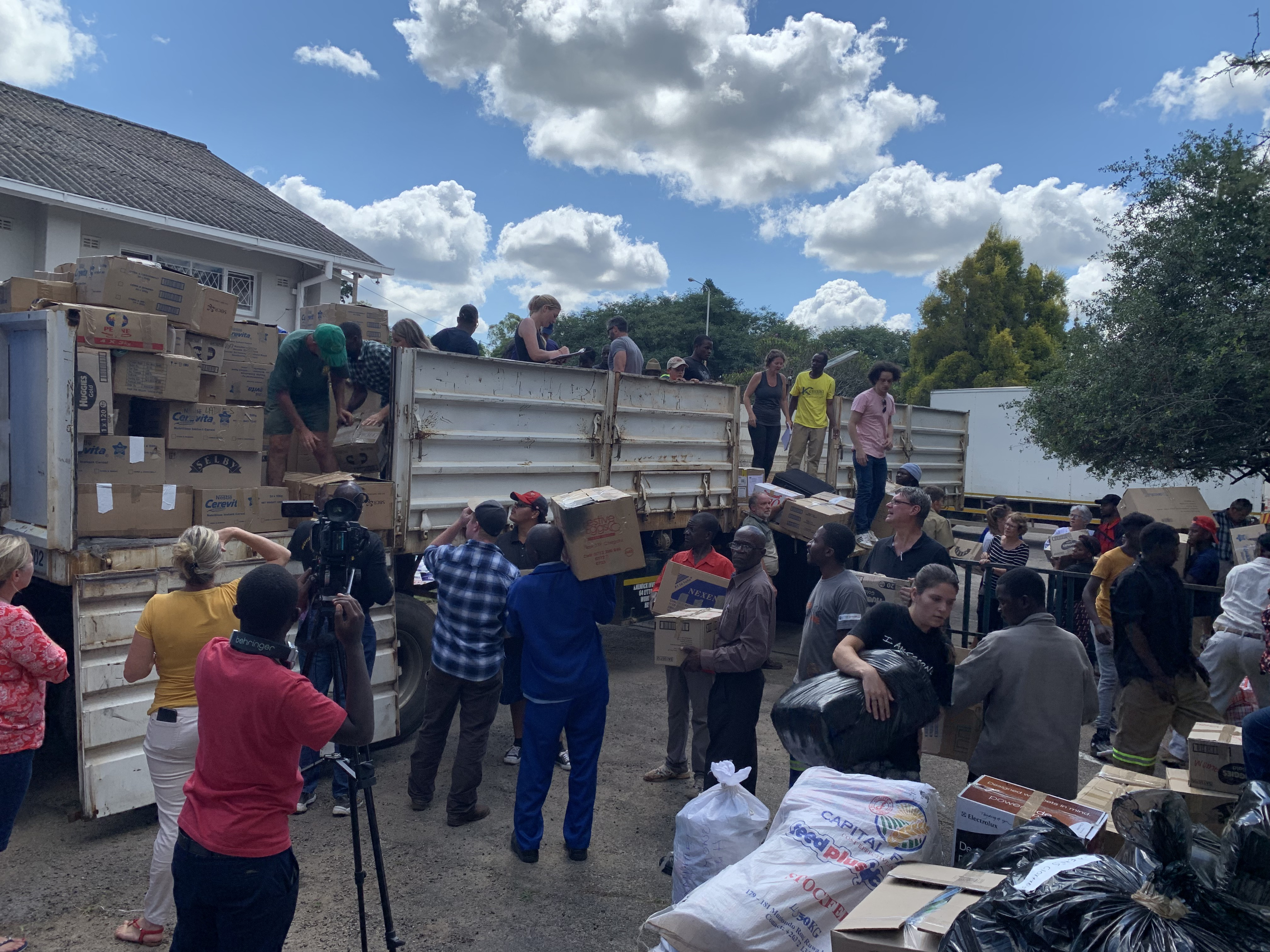
Wolontariusze niosący pomoc ludziom dotkniętym skutkami cyklonu w dystrykcie Chimanimani (Zimbabwe)

Niedługo po nadejściu nawałnicy prezydent Zimbabwe, Emmerson Mnangagwa, ogłosił stan wyjątkowy i zarządził rozmieszczenie Armii Narodowej i Sił Powietrznych. Przed 17 marca utworzono w Harare centrum dowodzenia w celu koordynowania akcji ratowniczych i pomocy humanitarnej. Ciągłe ulewne deszcze, nieustępujące powodzie oraz osuwająca się ziemia utrudniały udzielanie pomocy, przez co wielu mieszkańców pozostawało bez wsparcia. Radny Harare, Jacon Mafume, nazwał to wydarzenie „poważnym kryzysem humanitarnym” i wezwał państwo do „interwencji na masową skalę, by uniknąć biblijnej katastrofy”. Rząd Zimbabwe przeznaczył na natychmiastowe działania przeciwkryzysowe i odbudowę infrastruktury 50 mln ZWL (590 tys. PLN). Do Mutare wysłano zaopatrzenie medyczne, ale zniszczone drogi spowodowały opóźnienie w jego dystrybucji. W Bulawayo i Harare mieszkańcy utworzyli banki krwi. 22 marca do części dotkniętych terenów, m.in. Chimanimani, nadal ciężko było dotrzeć. Mnangagwa ogłosił, że 23 marca, w celu upamiętnienia ofiar cyklonu, w Zimbabwe rozpocznie się dwudniowa żałoba.

### ONZ
W Malawi mieszkańcom Chikwawa, Mangochi, Nsanje i Phalombe UNICEF zapewnił różnorodne zaopatrzenie sanitarne; były to m.in.: pakiety środków higieny osobistej, butelki z przefiltrowaną wodą, mydła, kartony z nawadniającym płynem doustnym, antybiotyki dla dzieci oraz moskitiery na łóżka nasączone środkiem owadobójczym. Dodatkowe zaopatrzenie wysłano do szpitali regionalnych. Według szacunków sporządzonych przez tę instytucję suma konieczna na zaspokojenie najpilniejszych i średnioterminowych potrzeb kobiet i dzieci miała wynieść 8,3 mln USD.
15 marca, zaraz po przejściu cyklonu Idai nad Mozambikiem, UNICEF oszacował, że niezbędna kwota na najpilniejsze potrzeby dzieci w tym kraju miała być na poziomie ok. 10 mln USD (38 mln PLN). ONZ i jej lokalni partnerzy zaapelowali o finansowe wsparcie w wysokości 40,8 mln USD (155 mln PLN) w ramach pomocy kryzysowej, która miała być skierowana do osób dotkniętych przez żywioł w Mozambiku. Wysłannicy Światowego Programu Żywnościowego (WFP) bezzwłocznie dokonali nad odciętymi od świata miejscowościami zrzutu wysokoenergetycznych batonów i łatwych do przyrządzenia produktów spożywczych. 20 marca WFP dostarczył mieszkańcom regionu 20 ton jedzenia, które wysłano z Dubaju. Tego samego dnia do Beiry trafił śmigłowiec transportowy Mi-8, który zakontraktowano za pośrednictwem Serwisu Lotniczego Akcji Humanitarnej ONZ (UNHAS); dwa kolejne miały dolecieć do końca tygodnia. Przed 22 marca z funduszu nadzwyczajnego ONZ udostępniono 20 mln USD (76 mln PLN), a Sekretarz Generalny ONZ zaapelował o zwiększenie międzynarodowej pomocy, powołując się na brak zagwarantowanej żywności na obszarach Mozambiku, Malawi i Zimbabwe, a także wspomniał o konieczności odbudowy tamtejszej infrastruktury.
23 marca Światowy Program Żywnościowy określił klęskę żywiołową w Mozambiku „stanem nadzwyczajnym trzeciego stopnia” (level-three emergency), oznaczającym najwyższy poziom kryzysu. Tym samym zakwalifikowano tę sytuację kryzysową do tej samej kategorii co wojny domowe w Jemenie, Syrii oraz Sudanie Południowym.

### Pomoc międzynarodowa

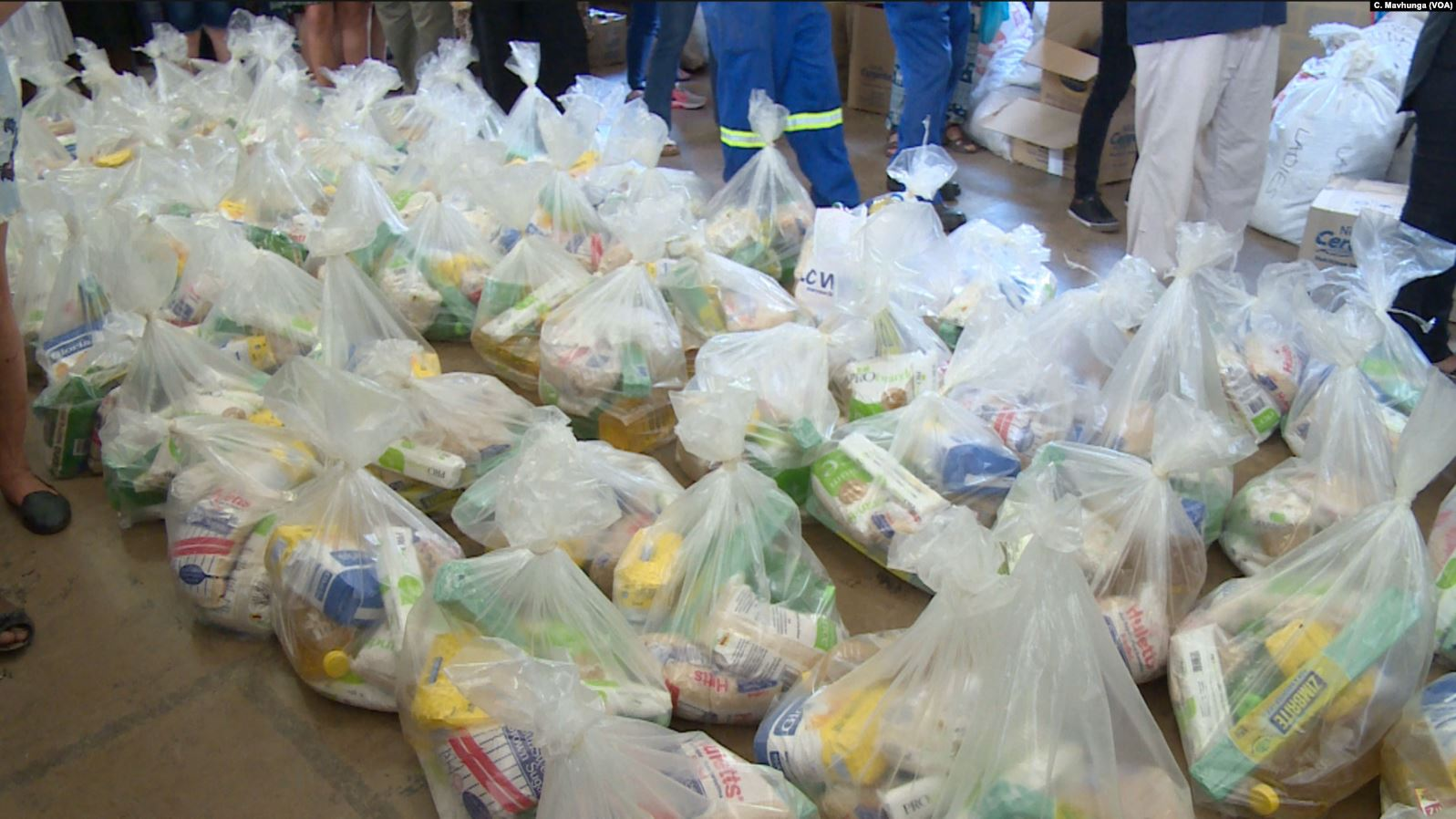
Zebrane dary dla osób dotkniętych przez cyklon Idai (Harare)

Mozambicki Czerwony Krzyż i Międzynarodowa Federacja Towarzystw Czerwonego Krzyża i Czerwonego Półksiężyca (IFRC) nazwała tę klęskę żywiołową jednym z najgorszych kryzysów humanitarnych we współczesnej historii Mozambiku. Według szacunków 400 000 osób zostało wysiedlonych z powodu nawałnic i powodzi. Agencja zaapelowała o pomoc finansową w wysokości 10 mln CHF (37,4 mln PLN) w ramach funduszu nadzwyczajnego na udzielenie pomocy 75 000 osób potrzebującym pilnego wsparcia. W okresie aktywności cyklonu Francuski Czerwony Krzyż przetransportował z ich magazynu na wyspie Reunion przedmioty użytku domowego. Dzięki wsparciu i finansowaniu ze strony francuskiego rządu stowarzyszenie zapewniło Mozambickiemu Czerwonemu Krzyżowi sprzęt potrzebny przy operacjach humanitarnych. Troje delegatów z Emirackiego Czerwonego Półksiężyca mieli być wysłani do Malawi, Mozambiku i Zimbabwe. Zanim IFRC przystąpiła do głównych działań, Portugalski Czerwony Krzyż rozmieścił kierowniczy „zespół szybkiego reagowania” (surge team) składający się z medyków i ratowników specjalizujących się w przypadku klęsk żywiołowych. 21 marca Singapurski Czerwony Krzyż ogłosił, że przeznaczy 121 200 SGD (338 tys. PLN) na wsparcie akcji humanitarnej w Mozambiku, a także, monitorując bieżącą sytuację i współpracując z siostrzanymi towarzystwami krajowymi, miał skierować tam będący w pogotowiu zespół. 24 marca, w świetle znacznie większych zniszczeń niż pierwotnie przewidywano, IFRC skorygowała swój apel dotyczący udzielenia pomocy Mozambikowi. Agencja poprosiła o pieniądze w kwocie 31 mln CHF (116 mln PLN) celem udzielenia, przez okres 2 lat, wsparcia 200 000 ofiar. Turecki Czerwony Półksiężyc skierował do akcji swój personel, a także udzielił wsparcia finansowego. W założeniu DRR (Disaster Risk Reduction) Niemieckiego Czerwonego Krzyża, przy ścisłej współpracy z IFRC, miało być w tym kraju rozciągnięte w dłuższej perspektywie czasowej. Hiszpański Czerwony Krzyż, zgodnie ze swoim programem w Mozambiku, wspomagał tę międzynarodową akcję poprzez mobilizację swojego modułu ERU (M15), a także wsparcie finansowe. Belgijski Czerwony Krzyż (Flandria) był aktywny podczas operacji ratowniczych na terenie Mozambiku; podczas wczesnych działań, przed nadejściem cyklonu, udzielił pomocy przy dostawach humanitarnych.
16 marca Południowoafrykańskie Narodowe Siły Obronne rozpoczęły w Malawi i Mozambiku działania prowadzone drogą powietrzną i lądową, które wspomagały akcje humanitarne. 18 marca Departament Rozwoju Międzynarodowego (DFID) Zjednoczonego Królestwa opublikował informację o tym, że przekaże do 6 mln GBP (≤30,2 mln PLN) na niesienie pomocy humanitarnej w Mozambiku i Malawi. Następnego dnia dostarczono do Mozambiku 7500 zestawów do budowy tymczasowych schronień (shelter kits) oraz 100 namiotów dla rodzin, które miały zapewnić wysiedleńcom prowizoryczne zakwaterowanie. 20 marca brytyjski DFID poinformował o ofiarowaniu poszkodowanym w Mozambiku, Malawi i Zimbabwe zaopatrzenia o wartości 12 mln GBP (60,5 mln PLN): prowiantu, wody i pakietów do rozbijania przejściowych konstrukcji mieszkalnych. Rząd brytyjski wspomógł Światowy Program Żywnościowy (WFP), dzięki czemu do końca marca możliwe miało być wyżywienie 140 000 osób. 19 marca Unia Europejska przyznała, w ramach rezerwy na specjalne cele, 3,5 mln EUR (15,1 mln PLN) dla państw dotkniętych przez żywioł: Mozambiku, Malawi i Zimbabwe, Zjednoczone Emiraty Arabskie przesłały zaopatrzenie warte 18,3 mln AED (18,9 mln PLN): jedzenie, wodę, produkty lecznicze oraz prowizoryczne schroniska, co miało ułatwić funkcjonowanie 600 000 mieszkańcom tych trzech państw. Norwegia podarowała na rzecz poszkodowanych w Mozambiku, Malawi i Zimbabwe, poprzez Światowy Program Żywnościowy (WFP), 6 mln NOK (2,65 mln PLN). 22 marca poinformowano, że portugalskie przedsiębiorstwo Portucel udzieliło pomocy finansowej w wysokości 29 000 EUR (124,7 tys. PLN), która miała trafić do mozambickich prowincji Manica i Zambézia, gdzie spółka realizowała wówczas inwestycje. Irlandia miała podarować 1,05 mln EUR (4,54 mln PLN) tym osobom, które zostały dotknięte skutkami przejścia cyklonu Idai. Kanada miała przekazać 3,5 mln CAD (9,8 mln PLN) na rzecz organizacji humanitarnych zajmujących się szkodami spowodowanymi przez Idai. 21 marca dyrektor Caritas Polska, ksiądz Marcin Iżycki, poinformował o przekazaniu przez polski oddział organizacji 100 tys. PLN na rzecz poszkodowanych w Mozambiku. IsraAid wysłał do tego kraju personel, który miał przekazać na miejscu artykuły pierwszej potrzeby, a także udzielić pierwszego wsparcia psychologicznego ludziom, którzy ucierpieli przez nawałnicę. Izraelski zespół miał także wspomóc miejscową społeczność w odzyskaniu dostępu do wody pitnej.

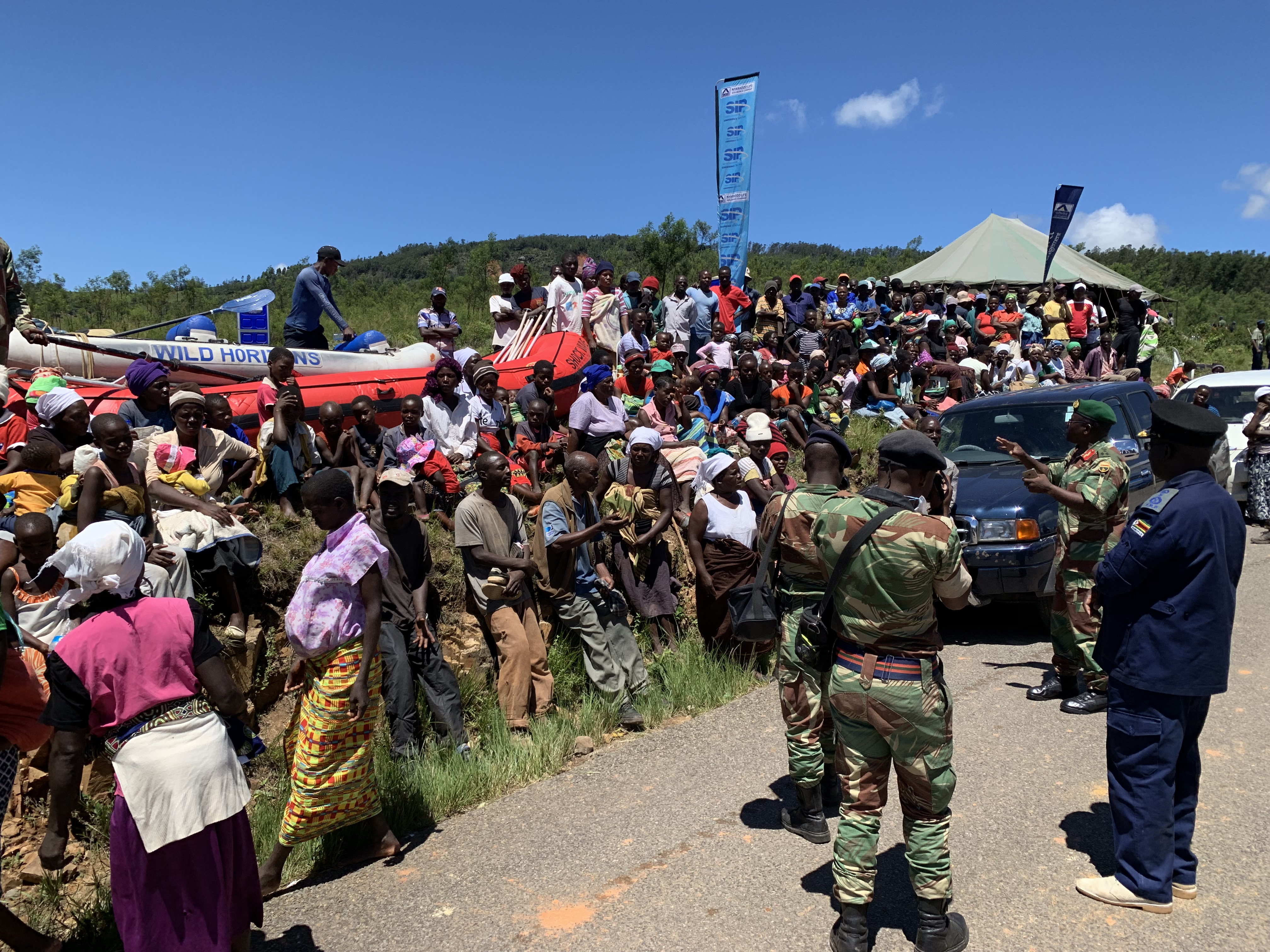
Poszkodowani w Chimanimani (Zimbabwe) kierujący do wyższych rangą wojskowych (odpowiedzialnych za utworzenie tymczasowego obozu) skargi, które dotyczyły tego, że jedzenie do nich nie trafia (22 marca 2019)

18 marca do Beiry przybyli Lekarze bez Granic, którzy mieli ocenić lecznicze potrzeby poszkodowanych oraz udzielić im pomocy medycznej. W związku z często nieprzejezdnymi drogami oraz poważnie uszkodzonymi lub zniszczonymi przychodniami i szpitalami w regionie leczenie osób z urazami było utrudnione. Armia Zbawienia, we współpracy z m.in. Czerwonym Krzyżem, przez trzy tygodnie, począwszy od 20 marca, zapewniała 500 najbardziej dotkniętym rodzinom w Beirze dwa posiłki dziennie. W Mozambiku, Zimbabwe i Malawi personel międzynarodowej organizacji humanitarnej CARE udzielił poszkodowanym niezbędnej pomocy. 20 marca agencja CARE Australia, której przedstawiciele również wsparli mieszkańców, zaapelowała w trybie nadzwyczajnym o fundusze na rzecz dotkniętych przez żywioł. 21 marca należące do Portugalskich Sił Powietrznych dwa samoloty transportowe C-130 dostarczyły na teren Mozambiku żołnierzy, personel medyczny oraz zespół pomocy humanitarnej. Marynarka wojenna Indii skierowała do portu Beiry trzy swoje statki w celu dostarczenia pomocy humanitarnej. Jeden z indyjskich oficerów poinformował, że próby niesienia pomocy były utrudnione z powodu silnych pływów, przez co czas ich działań ograniczony był do interwałów nieprzekraczających 2–3 godzin. Przed 24 marca rząd Maroka zlecił wysłanie do Mozambiku czterech samolotów Królewskich Sił Zbrojnych, które przetransportowały razem 39 ton towaru z pomocą humanitarną.

### Ogniska chorób
Wiele agencji pomocowych, ostrzegając przed zagrożeniem wystąpienia zachorowań, zwróciło uwagę na pilną potrzebę dostarczenia mieszkańcom czystej wody. 22 marca w Beirze odnotowano przypadki cholery (wywoływanej głównie przez przecinkowca cholery), endemicznej dla Mozambiku choroby, przenoszonej wodą skażoną ekskrementami. Między 25 a 31 marca w rejonie Beiry było 517 potwierdzonych przypadków cholery. Przed 3 kwietnia liczba potwierdzonych zachorowań wzrosła do 1500. Przed 10 kwietnia udokumentowano 4072 przypadki zachorowań oraz osiem ofiar śmiertelnych. Przeludnione i ubogie okolice Beiry były bardziej narażone na dalsze rozprzestrzenianie się cholery. Lekarze bez Granic podali szacunkowe dane na temat liczby zachorowań na poziomie co najmniej 200 przypadków dziennie. Dodatkowo szacunki wskazywały na przypadki zachorowań w Buzi, Tica i Nhamathanda. Na obszarach wiejskich i słabiej zurbanizowanych, z uwagi na większe rozproszenie ludności, ryzyko wybuchu epidemii było mniejsze.
Po przejściu cyklonu odnotowano zwiększoną liczbę przypadków zachorowań na malarię, co przypisano komarom malarycznym rozmnażającym się w stojącej wodzie. Inne potencjalne zagrożenia, które zidentyfikowano to m.in. dur brzuszny, kolejna choroba przenoszona przez wodę, oraz infekcje żołądkowo-jelitowe. W Dombé (ok. 280 km na zachód od Beiry), w prowincji Manica, co najmniej cztery osoby zachorowały na dur brzuszny, ale donoszono również o innych chorobach, które dotknęły mieszkańców tej prowincji. Urzędnicy służby zdrowia Mozambiku poinformowali, że według szacunków, przed 26 marca było przynajmniej 2700 przypadków biegunki.
Zagrożenie poważniejszymi wybuchami epidemii w regionie Czerwony Krzyż określił jako „tykająca bomba”. Kanadyjski Czerwony Krzyż założył szpital polowy zaopatrzony w 53 tony środków medycznych oraz udostępnił trzy terenowe samochody osobowe Land Cruiser do rozdzielania pomocy. Rząd Chin zlecił rozpylenie nad Beirą środka dezynfekującego przeciwko cholerze oraz wysłanie tam lekarzy. 1 kwietnia Światowa Organizacja Zdrowia zapewniła dostarczenie na obszar Mozambiku 884 953 szczepionek przeciwko cholerze i 900 000 moskitier na łóżka. 3 kwietnia miała się rozpocząć kampania szczepień prowadzona przez tę organizację. Skutki przejścia cyklonu, m.in. 55 zniszczonych ośrodków zdrowia w regionie, utrudniały opanowanie rozprzestrzeniania się choroby. Znacząco ucierpiał główny szpital Beiry, przez co sześć z siedmiu bloków operacyjnych stało się bezużytecznymi.